# Ourlal
Ourlal est une commune de la wilaya de Biskra en Algérie.

## Toponymie
Peut être du tamazight ur (sans) ⵉⵍⵍ  [ill]   (mer, eau).